# یاسون
یاسون یا جیسون (به یونانی: Ἰάσων, Iásōn) یکی از پهلوانان اساطیر یونان، پسر آیسون پادشاه یولکوس و بنابر نوشته‌های مختلف آلکیمده بود. او رهبر آرگونوت‌ها، گروهی از بهترین پهلوانان یونانی و همسر ساحره‌ای به نام مدئا بود. یاسون قهرمانی بود که برای جستجوی پشم زرین عازم سفری پر ماجرا شد تا بتواند به پدر خود برای باز پس گرفتن تخت پادشاهی از برادرش پلیاس کمک کند. پلیاس برادر ناتنی شاه آیسون (هر دو دارای مادری یکسان به نام تیرو بودند)، بسیار مشتاق بود تاج و تخت یولکوس در تسالی را به دست بگیرد، پس چنین شد که در نبردی آیسون را از قدرت برکنار کرده و خود را پادشاه نامید. این آغازی برای ماجراجویی یاسون و آرگونات‌ها برای پیدا کردن پشم زرین بود. این داستان یکی از بزرگترین روایات باستان بود که در زمان حیات شاعر و داستانسرای یونانی، هومر (قرن هشتم پیش از میلاد) جریان داشت، اما برخی نسخه‌ها وجود او را قبل از قرون تاریک یونانی (۸۰۰-۱۱۰۰ پیش از میلاد) ذکر کرده‌اند.

## آغاز ماجرا
پلیاس پدر وی را از حکومت برکنار کرد. اما یاسون توسط آلکیمده نجات پیدا کرد و او را به سانتور کیرون (موجودی افسانه‌ای با بالا تنهٔ انسان و پایین تنه اسب) سپردند تا بزرگش کند. به دلیل پیشگویی، فردی که یک صندل به پایش داشت در آینده به پادشاهی پلیاس زیان وارد خواهد کرد. سال‌ها از این اتفاقات گذشت و یاسون بزرگ شد. هنگامی که به یولکوس رسید، در حین کمک به هرا، همسر زئوس، که خود را شبیه به پیرزنی نموده بود برای عبور از رودخانه آناوروس یکی از صندل‌هایش را از دست داد. در تفسیرات آمده پس از عبور از رودخانه، هرا هویت واقعی خود را برای او آشکار کرده و به او وعده کمک در مأموریت‌هایش را داد، اما در ادعای دیگری یاسون هیچ وقت از این کار نیک خود مطلع نشد. پس از رسیدن یاسون به شهر، خبرچینان به پلیاس اطلاع دادند مردی که فقط یک صندل به پا دارد وارد یولکوس شده‌است. یاسون را نزد پلیاس بردند و او خواستار تخت پادشاهی که حقش بود شد. اما پادشاه شرطی را برایش در نظر گرفت و او را به سفری به ظاهر غیرممکن فرستاد تا «پشم زرین» را در دوردست‌ها از کولخیس (سرزمینی در دریای سیاه) بیاورد. برای انجام این کار، یاسون خدمه‌ای متشکل از پهلوانانی از تمام نقاط یونان جمع‌آوری کرد؛ آرگوس نیز برای پهلوانان بزرگترین کشتی آن زمان را ساخت، یعنی آرگو را. 

## مأموریت برای یافتن پشم‌زرین
یاسون در زمان جستجوی پشم زرین در اوایل بیست سالگی خود به سر می‌برد. در ابتدا پنجاه خدمه برای کشتی خود برگزید که بسیاری از آن‌ها از پهلوانان نام‌دار یونانی بودند که به آرگونوت‌ها شهرت دارند. با پیشروی در کارها تعداد خدمه کشتی به حدود صدنفر رسید. برخی از دلاورترین این افراد شامل: هراکلس، اورفئوس، تسئوس، هولاس، ملئاگروس، تلامون، کستور و پولوکس، پلئوس، یولائوس، لائرتز و آتالانته بودند.
در سفر دریایی از طریق دریای سیاه به کولخیس، در مقایسه با ماجراهای دیگر، جیسون و بقیه خدمه آرگو، اولین انسان‌هایی بودند که توانستند از سیمپل گیدز "Symplegades" (صخره‌های برخورد) عبور کنند؛ همانگونه که یونانیان به این سرزمین سفر کردند و برای تقریباً ۳۰۰۰ سال در آنجا حکومت کردند. آن‌ها همچنین فینئوس (غیب گوی نابینا) را از دست نفرین هارپی‌ها آزاد کردند. وقتی آن‌ها به کولخیس رسیدند، شاه آیتس، خواستار این شد که جیسون، برای به دست آوردن پشم زرین باید به ترتیب وظایفی را به انجام برساند: او باید گاو وحشی آتشین نفس را رام کرده و با آن زمین را شخم بزند؛ سپس باید دندان‌های اژدها را در این زمین بکارد، و با جنگجویان زره پوشی که حاصل جوانه این دانه‌ها هستند نبرد کند؛ در آخر او باید با اژدهای همیشه بیداری که از پشم زرین مراقبت می‌کرد، روبرو شود. جیسون تمام این وظایف را با کمک مدئا، دختر آیتس که عاشق او شده بود به اتمام رساند. بعد از به دست آوردن پشم زرین، جیسون و مدئا از کولخیس فرار کردند، سربازان شاه نیز به تعقیب آن‌ها پرداختند. او بعدها به مدئا خیانت و او را رها کرد. سرانجام در اثر ضربه میله‌ای که از کشتی‌اش افتاد، کشته شد.